# Імперські конференції

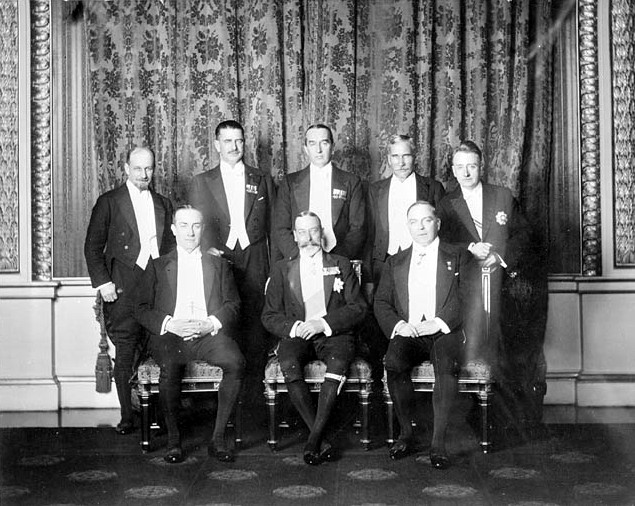
Король Георг V і прем'єр-міністри на Імперській конференції 1926 року.
Георг V (сидить у центрі), Стенлі Болдвін (сидить ліворуч), Маккензі Кінг (сидить праворуч). Стоять зліва направо: Волтер Стенлі Монро, Ґордон Коутс, Стенлі Брюс, Герцог Джеймс Баррі, Вільям Томас Косгрейв.

Імперські конференції (англ. Imperial Conferences, Колоніальні конференції до 1911 року) — періодичні зустрічі глав урядів самоврядних колоній та домініонів Британської імперії між 1887 і 1937 роками.

## Порядок проведення
Імперським конференціям передували Колоніальні (1887—1907). Зібрання проводилися кожні 3-5 років з ініціативи одного або декількох зацікавлених урядів, зазвичай у них брали участь прем'єр-міністри. Порядок денний розроблявся на основі результатів попередніх дипломатичних перемовин між урядами-учасниками та містив політичні, військові, економічні питання, а також питання зовнішньої та внутрішньої політики імперії. Вестмінстерський статут 1931 року надав кожному домініону право самостійно вести зовнішню політику, а отже, і самостійно вирішувати питання участі в Імперській конференції.
Головою Імперської конференції призначався голова делегації тієї країни, де проводився захід. Усі делегації вважалися рівноправними, рішення приймалося лише за умови одноголосної підтримки всіх країн-учасниць. Разом з тим, переважну більшість конференцій було проведено в Лондоні (за винятком двох), і керівна роль уряду метрополії була безперечною.
Засідання Імперських конференцій були закритими, через прес-бюро передавалися у друк лише узгоджені комюніке та статті. Через декілька місяців видавалися рішення та резолюції, що були прийняті конференцією, а також загальний звіт з текстами окремих виступів делегатів. Рішення Імперських конференцій поділялися на три групи:
- рішення, що оформлялися, як договори між всіма або декількома учасниками конференції (підписані уповноваженими депутатами від імені своїх урядів, вони підлягали наступній ратифікації на загальних засадах)
- рішення, що оформлялися, як законодавчі акти британського парламенту або акти, прийняті законодавчими установами країн імперії — учасників конференції (розроблені на конференції, з часом, під час законодавчого процесу, за згодою зацікавлених сторін, вони могли бути змінені; саме так з'явився Вестмінстерський статут 1931 року — результат роботи Імперських конференцій 1926 і 1930 років)
- рішення, що оформлялися, як рекомендації урядам домініонів (класифікувалися, як резолюції і не були обов'язковими до виконання)

## Список конференцій

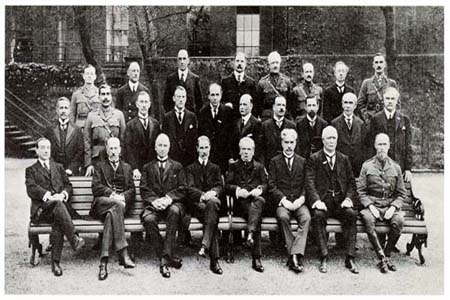
Імперський воєнний кабінет. Даунінг-стріт, 10. 1917 р.

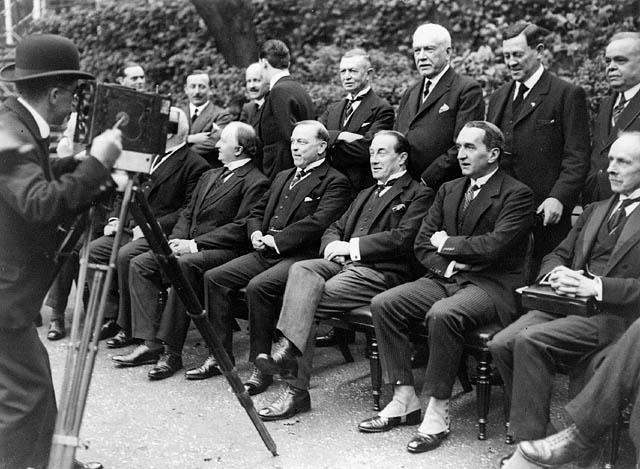
Делегати Імперської конференції. 1923 р.

- 1887 (4 квітня — 9 травня) — Перша Колоніальна конференція (Лондон, Англія)

Приурочена п'ятидесятирічному, «золотому» ювілею правління королеви Вікторії. Взяли участь понад 100 делегатів з усіх колоній Британської імперії, за винятком Індії. Головним питанням був розвиток взаємовідносин у межах імперії.
- 1894 (28 червня — 9 липня) — Колоніальна конференція (Оттава, Канада)

Здебільшого була присвячена загальним та економічним питанням.
- 1897 (24 червня — 29 липня) — Колоніальна конференція (Лондон)

Конференції передували пишні святкування з нагоди шестидесятирічного, «діамантового» ювілею правління королеви Вікторії. На відміну від попередніх конференцій, участь у цій була обмежена лише 12 делегатами: міністр колоній (голова засідання) та по одному делегату від кожної з 11 самоврядних колоній. Розглядалися питання про військове співробітництво, перспективи створення митного союзу між Великою Британією та її колоніями.
- 1902 (30 червня — 11 серпня) — Колоніальна конференція (Лондон)

Збіглася в часі з коронацією короля Едуарда VII. На конференції було погоджено питання збільшення розміру щорічного внеску від колоній на утримання Королівського військово-морського флоту. Також було вирішено в майбутньому проводити колоніальні конференції кожні чотири роки. Делегати відхили запропонований британським урядом проект економічного союзу, який передбачав вільну торгівлю в межах імперії та узгодження тарифів зовнішньої торгівлі.
- 1907 (15 квітня — 14 травня) — Колоніальна конференція (Лондон)

На цій конференції було прийнято рішення про заміну в подальшому назви зібрань на «Імперські конференції». Зважаючи на зростання ймовірності війни в Європі, головну увагу було приділено військовим питанням: залученню домініонів до загальної системи оборони та інформуванню їхніх лідерів про потенційну загрозу, а також визначенню позиції імперії щодо США, Японії та Латинської Америки.
- 1911 (23 травня — 20 червня) — Перша Імперська конференція (Лондон)

Результатом конференції стала домовленість про те, що в майбутньому підготовка до переговорів і укладання міжнародних договорів, які впливають в цілому на імперію (як, зокрема, це не було зроблено під час другої Гаазької мирної конференції у 1907 році), буде здійснюватися спільними зусиллями, через попередні консультації при підготовці делегацій та узгодження рішень з усіма країнами імперії перед їх підписанням. По закінченні конференції, 22 червня, відбулася коронація короля Георга V.
- 1917 (21 березня — 27 квітня) — Імперська воєнна конференція (Лондон)

Метою цієї воєнної конференції, як і наступної, проведених під час Першої світової війни, було узгодження імперської воєнної політики та з'ясування повоєнних намірів колоній. Важливим рішенням стала прийнята резолюція, згідно з якою поселенці домініонів визнавалися автономними народами Імперської співдружності, з правом голосу у зовнішній політиці. Сформований у цей же час Імперський воєнний кабінет, який існував з 1917 по 1918 роки, координував загальну політику імперії у веденні війни.
- 1918 (12 червня — 26 липня) — Імперська воєнна конференція (Лондон)

Окрім економічних питань, було узгоджено питання роботи делегації імперії на Паризькій мирній конференції.
- 1921 (20 червня — 5 серпня) — Імперська конференція (Лондон)

Головним питанням конференції було узгодження позицій у міжнародній політиці, зокрема щодо відносин зі США та Японією. На конференції мали вирішити чи подовжувати надалі дію Англо-японського союзу, але домовленості досягнути не вдалося і остаточне рішення прийняте не було.
- 1923 (1 жовтня — 8 листопада) — Імперська конференція (Лондон)

У конференції взяв участь щойно створений домініон — Ірландська Вільна Держава. На конференції домініони виступили за децентралізацію і розширення своїх повноважень у веденні зовнішньої політики, та домоглися прийняття резолюції, згідно з якою усі країни Британської імперії отримали право вільного підписання угод з іноземними державами.
- 1926 (19 жовтня — 22 листопада) — Імперська конференція (Лондон)

Головним рішенням конференції стало визнання повної автономії домініонів у питаннях зовнішньої та внутрішньої політики, а також підтвердження їх рівного державного статусу з Великою Британією, як рівноправних членів Співдружності націй, що було затверджено Декларацією Бальфура.
- 1930 (1 жовтня — 14 листопада) — Імперська конференція (Лондон)

Конференція ухвалила, що конфлікти між членами Співдружності будуть, як і раніше, розв'язуватися судовим комітетом особистої королівської ради на чолі з лорд-канцлером, до складу якого входять лише британці. Також було визнано право домініонів на відокремлення та врегульовано економічні взаємини між членами Співдружності. Рішення Імперських конференцій 1926 і 1930 років склали основу Вестмінстерського статуту 1931 року.
- 1932 (21 липня — 20 серпня) — Імперська економічна конференція (Оттава)

У зв'язку з Великою депресією головну вагу конференції було зосереджено на економічних питаннях. Було підписано низку угод та встановлено режим «імперської переваги», за яким Велика Британія зобов'язувалася надавати виробам домініонів більш привілейовані умови, ніж закордонним.
- 1937 (14 травня — 15 червня) — Імперська конференція (Лондон)

Остання Імперська конференція довоєнного періоду, скликана з нагоди коронації Георга VI, була присвячена питанням зовнішньої політики та оборони на випадок ймовірної війни.

## Розвиток
З роками формат зустрічей представників урядів Британської імперії змінювався.
| Назва                                       | Роки проведення |
| ------------------------------------------- | --- |
| Колоніальні конференції                     | 1887 • 1894 • 1897 • 1902 • 1907 |
| Імперські конференції                       | 1911 • 1917 • 1918 • 1921 • 1923 • 1926 • 1930 • 1932 • 1937                                                                             |
| Конференції прем'єр-міністрів Співдружності | 1944 • 1946 • 1948 • 1949 • 1951 • 1953 • 1955 • 1956 • 1957 • 1960 • 1961 • 1962 • 1964 • 1965 • 1966 (січень) • 1966 (вересень) • 1969 |
| Зустрічі глав урядів Співдружності          | з 1971 року, кожні два роки |